# Orangeville (Ohio)
Orangeville és una vila dels Estats Units a l'estat d'Ohio. Segons el cens del 2000 tenia 189 habitants.

## Demografia
Segons el cens del 2000, Orangeville tenia 189 habitants, 76 habitatges, i 51 famílies. La densitat de població era de 92,4 habitants per km².
Dels 76 habitatges en un 30,3% hi vivien nens de menys de 18 anys, en un 57,9% hi vivien parelles casades, en un 9,2% dones solteres, i en un 31,6% no eren unitats familiars. En el 28,9% dels habitatges hi vivien persones soles el 13,2% de les quals corresponia a persones de 65 anys o més que vivien soles. El nombre mitjà de persones vivint en cada habitatge era de 2,49 i el nombre mitjà de persones que vivien en cada família era de 3,1.
Per edats la població es repartia de la següent manera: un 23,3% tenia menys de 18 anys, un 7,4% entre 18 i 24, un 30,2% entre 25 i 44, un 30,7% de 45 a 60 i un 8,5% 65 anys o més.
L'edat mediana era de 39 anys. Per cada 100 dones de 18 o més anys hi havia 95,9 homes.
La renda mediana per habitatge era de 44.375 $ i la renda mediana per família de 47.083 $. Els homes tenien una renda mediana de 36.071 $ mentre que les dones 25.625 $. La renda per capita de la població era de 16.530 $. Cap de les famílies estaven per davall del llindar de pobresa.

## Poblacions properes
El següent diagrama mostra les poblacions més properes.